# Sebastian Rode
Sebastian Rode (Seeheim-Jugenheim, 11 ottobre 1990) è un ex calciatore tedesco, di ruolo centrocampista.

## Carriera

### Club

#### Kickers Offenbach
Dopo essere cresciuto calcisticamente nella varie giovanili di Hähnlein, Alsbach, Viktoria Griesheim e Darmstadt, nel 2005 giunge nei Kickers Offenbach squadra con cui esordirà nel calcio professionistico.
L'esordio arriva il 7 marzo 2009 nella 3. Liga, nella vittoria casalinga, per 2-0, contro l'Eintracht Braunschweig. La prima stagione da professionista si conclude con due presenze.
L'11 settembre 2009 sigla il suo primo gol in carriera, nel pareggio esterno, per 1-1, contro lo Jahn Ratisbona. Nella seconda stagione totalizza 13 presenze e 1 rete.

#### Eintracht Francoforte
Nell'estate del 2010 passa, per 250.000 euro, al Eintracht Francoforte, club della Bundesliga, massima divisione del campionato di calcio in Germania. A settembre, durante un allenamento con la squadra, subisce un danneggiamento cartilagineo che lo costringe a stare fermo fino alla pausa invernale. L'esordio con la nuova maglia, arriva il 21 gennaio 2011 nella sconfitta esterna, per 0-1, contro l'Amburgo. Il 23 aprile successivo mette a segno anche la sua prima rete; aprendo le marcature del pareggio interno, per 1-1, contro il Bayern Monaco. Si ripete il 14 maggio 2011, aprendo le marcature della sconfitta esterna, per 3-1, contro il Borussia Dortmund. Conclude la prima stagione, con l'Eintracht Francoforte, totalizzando 11 presenze e 2 reti ma tuttavia il suo club non riesce ad evitare la retrocessione nella 2. Bundesliga.
L'esordio nella seconda stagione arriva il 15 luglio 2011 nella vittoria esterna, per 2-3, contro il Greuther Fürth. Il 21 agosto successivo apre le marcature nella vittoria esterna, per 4-0, contro il FSV Francoforte. Il 6 maggio 2012, lui e la sua squadra, ottengono la promozione in Bundesliga; Rode personalmente totalizza 35 presenze e due reti.
Il 22 agosto 2013 fa il suo esordio in Europa League, nella vittoria esterna, per 0-2, nel turno preliminare contro il club azerbaigiano del Qarabağ Ağdam. Conclude anticipatamente la stagione di nuovo per un danneggiamento cartilagineo. Alla fine della stagione 2013-2014 conclude il suo contratto con il club di Francoforte dopo 108 presenze e 5 reti.

#### Bayern Monaco
Il 14 aprile 2014 firma un contratto quadriennale con il Bayern Monaco, contratto valevole a partire dal 1º luglio dello stesso anno. L'esordio con la maglia dei bavaresi arriva il 13 agosto 2014, in occasione della Supercoppa di Germania 2014 persa per 2-0 contro il Borussia Dortmund. L'esordio in campionato invece, arriva il 22 agosto successivo nella vittoria casalinga, per 2-1, contro il Wolfsburg; sostituendo, al 78º minuto, il compagno di squadra Robert Lewandowski. Il 5 novembre 2014 esordisce in Champions League in occasione della vittoria casalinga, per 2-0, contro il club italiano della Roma; subentrando, all'81º minuto, a David Alaba. Il 22 novembre successivo mette a segno la prima rete con il Bayern; chiudendo le marcature della vittoria casalinga, per 4-0, contro l'Hoffenheim.
Il 10 dicembre 2014 segna il suo primo gol in Champions League e in Europa contro la squadra CSKA Mosca nella partita finita 3-0 in favore dei bavaresi. Il 26 aprile, grazie alla sconfitta del Wolfsburg, si laurea campione di Germania, vincendo il campionato. Conclude la stagione, la prima con la maglia del Bayern Monaco, con un bottino di 35 presenze e 3 reti siglate.
Il 1º agosto 2015, alla seconda stagione con la maglia del Bayern Monaco, perde la Supercoppa di Germania, ai calci di rigore, contro il Wolfsburg.

#### Borussia Dortmund
Il 6 giugno 2016 viene ceduto per 14 milioni di euro a titolo definitivo al Borussia Dortmund, con cui firma un contratto quadriennale. La prima presenza con la nuova maglia la trova nella finale di Supercoppa di Germania persa 2-0 contro la sua ex squadra il Bayern Monaco. Il 17 settembre trova il primo gol con la nuova maglia nella partita vinta 6-0 in casa contro il Darmstadt. Verso la fine dell'anno si procura un infortunio che lo costringe a saltare la prima parte del 2017.

#### Ritorno all'Eintracht Francoforte
Nel gennaio 2019 va in prestito all'Eintracht Francoforte, che lo acquista a titolo definitivo il 27 luglio dello stesso anno per 4 milioni di euro.

### Nazionale
Esordisce nel Campionato europeo di calcio Under-21 2013 in occasione della sconfitta, nella fase a gironi, per 3-2, contro l'Olanda. La Germania non riesce a superare la fase a gironi e Rode totalizza 3 presenze.

## Statistiche

### Presenze e reti nei club
| Stagione                     | Squadra                      | Campionato                   | Campionato | Campionato | Coppe nazionali | Coppe nazionali | Coppe nazionali | Coppe continentali | Coppe continentali | Coppe continentali | Altre coppe | Altre coppe | Altre coppe | Totale | Totale |
| Stagione                     | Squadra                      | Comp                         | Pres       | Reti       | Comp            | Pres            | Reti            | Comp               | Pres               | Reti               | Comp        | Pres        | Reti        | Pres   | Reti   |
| ---------------------------- | ---------------------------- | ---------------------------- | ---------- | ---------- | --------------- | --------------- | --------------- | ------------------ | ------------------ | ------------------ | ----------- | ----------- | ----------- | ------ | ------ |
| 2008-2009                    | Kickers Offenbach            | 3L                           | 2          | 0          | CG              | 0               | 0               | -                  | -                  | -                  | -           | -           | -           | 2      | 0      |
| 2009-2010                    | Kickers Offenbach            | 3L                           | 13         | 1          | CG              | 0               | 0               | -                  | -                  | -                  | -           | -           | -           | 13     | 1      |
| Totale Kickers Offenbach     | Totale Kickers Offenbach     | Totale Kickers Offenbach     | 15         | 1          |                 | -               | -               |                    | -                  | -                  |             | -           | -           | 15     | 1      |
| 2010-2011                    | Eintracht Francoforte        | BL                           | 11         | 2          | CG              | 0               | 0               | -                  | -                  | -                  | -           | -           | -           | 11     | 2      |
| 2011-2012                    | Eintracht Francoforte        | 2L                           | 33         | 2          | CG              | 2               | 0               | -                  | -                  | -                  | -           | -           | -           | 35     | 2      |
| 2012-2013                    | Eintracht Francoforte        | BL                           | 33         | 0          | CG              | 1               | 0               | -                  | -                  | -                  | -           | -           | -           | 34     | 0      |
| 2013-2014                    | Eintracht Francoforte        | BL                           | 17         | 0          | CG              | 4               | 1               | UEL                | 7                  | 0                  | -           | -           | -           | 28     | 1      |
| 2014-2015                    | Bayern Monaco                | BL                           | 23         | 2          | CG              | 4               | 0               | UCL                | 7                  | 1                  | SG          | 1           | 0           | 35     | 3      |
| 2015-2016                    | Bayern Monaco                | BL                           | 15         | 1          | CG              | 1               | 0               | UCL                | 1                  | 0                  | SG          | 0           | 0           | 17     | 1      |
| Totale Bayern Monaco         | Totale Bayern Monaco         | Totale Bayern Monaco         | 38         | 3          |                 | 5               | 0               |                    | 8                  | 1                  |             | 1           | 0           | 52     | 4      |
| 2016-2017                    | Borussia Dortmund            | BL                           | 14         | 1          | CG              | 2               | 0               | UCL                | 4                  | 0                  | SG          | 1           | 0           | 21     | 1      |
| 2017-2018                    | Borussia Dortmund            | BL                           | 0          | 0          | CG              | 0               | 0               | UCL                | 0                  | 0                  | SG          | 1           | 0           | 1      | 0      |
| 2018-gen. 2019               | Borussia Dortmund            | BL                           | 0          | 0          | CG              | 0               | 0               | UCL                | 0                  | 0                  | -           | -           | -           | 0      | 0      |
| Totale Borussia Dortmund     | Totale Borussia Dortmund     | Totale Borussia Dortmund     | 14         | 1          |                 | 2               | 0               |                    | 4                  | 0                  |             | 2           | 0           | 22     | 1      |
| gen.-giu. 2019               | Eintracht Francoforte        | BL                           | 12         | 0          | CG              | -               | -               | UEL                | 8                  | 1                  | SG          | -           | -           | 20     | 1      |
| 2019-2020                    | Eintracht Francoforte        | BL                           | 29         | 3          | CG              | 3               | 0               | UEL                | 11                 | 0                  |             | -           | -           | 43     | 3      |
| 2020-2021                    | Eintracht Francoforte        | BL                           | 27         | 1          | CG              | 2               | 0               |                    | -                  | -                  |             | -           | -           | 29     | 1      |
| 2021-2022                    | Eintracht Francoforte        | BL                           | 17         | 1          | CG              | 1               | 0               | UEL                | 10                 | 0                  |             | -           | -           | 28     | 1      |
| 2022-2023                    | Eintracht Francoforte        | BL                           | 27         | 4          | CG              | 5               | 0               | UCL                | 6                  | 0                  | SE          | 1           | 0           | 39     | 4      |
| 2023-2024                    | Eintracht Francoforte        | BL                           | 8          | 0          | CG              | 0               | 0               | UECL               | 3                  | 0                  | -           | -           | -           | 11     | 0      |
| Totale Eintracht Francoforte | Totale Eintracht Francoforte | Totale Eintracht Francoforte | 214        | 13         |                 | 18              | 1               |                    | 45                 | 1                  |             | 1           | 0           | 278    | 15     |
| Totale carriera              | Totale carriera              | Totale carriera              | 281        | 18         |                 | 25              | 1               |                    | 57                 | 2                  |             | 4           | 0           | 367    | 21     |

## Palmarès

### Competizioni nazionali
- Campionato tedesco: 2

Bayern Monaco: 2014-2015, 2015-2016
- Coppa di Germania: 2

Bayern Monaco: 2015-2016
Borussia Dortmund: 2016-2017

### Competizioni internazionali
- UEFA Europa League: 1

Eintracht Francoforte: 2021-2022